# Sonate K. 527
La sonate K. 527 (F.471/L.458) en ut majeur est une œuvre pour clavier du compositeur italien Domenico Scarlatti.

## Présentation
La sonate K. 527, en ut majeur, notée Allegro assai, forme une paire avec la sonate K. 526 en mineur. Dans les manuscrits de Venise et de Parme, les copistes prennent le soin de placer en tête de la partition des bécarres pour annuler ceux de la sonate précédente. Selon Chambure, c'est un indice assez convaincant de l'association des deux pièces.

## Manuscrits
Le manuscrit principal est le numéro 14 du volume XIII (Ms. 9784) de Venise (1757), copié pour Maria Barbara ; les autres sont Parme XV 14 (Ms. A. G. 31420), Münster I 54 (Sant Hs 3964) et Vienne D 4 (VII 28011 D).

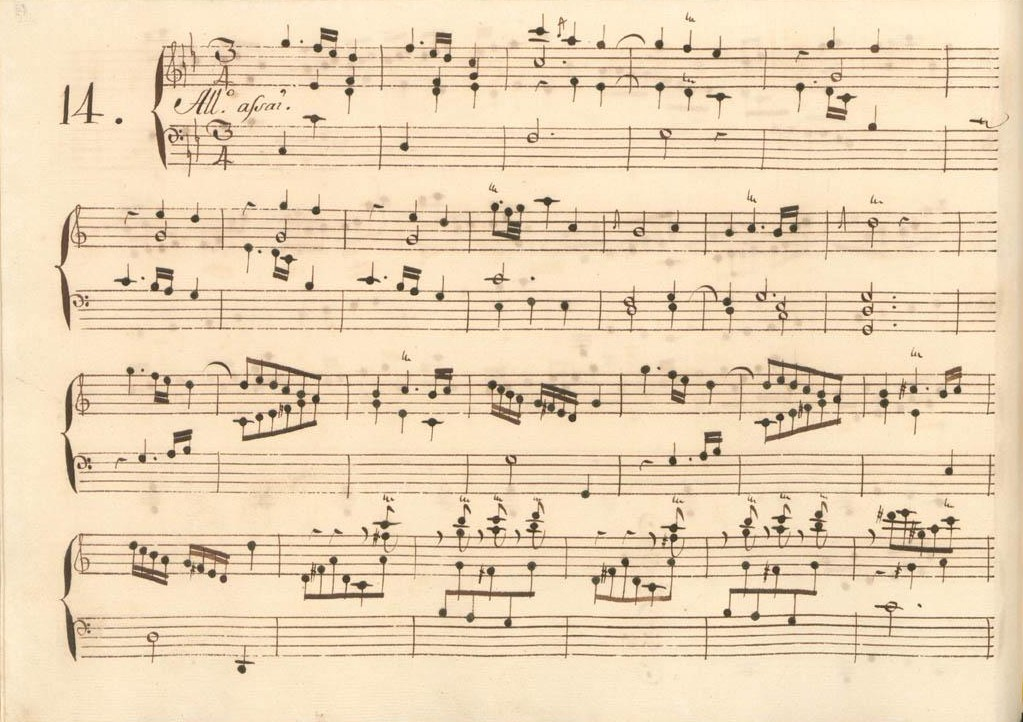
Parme XV 14.
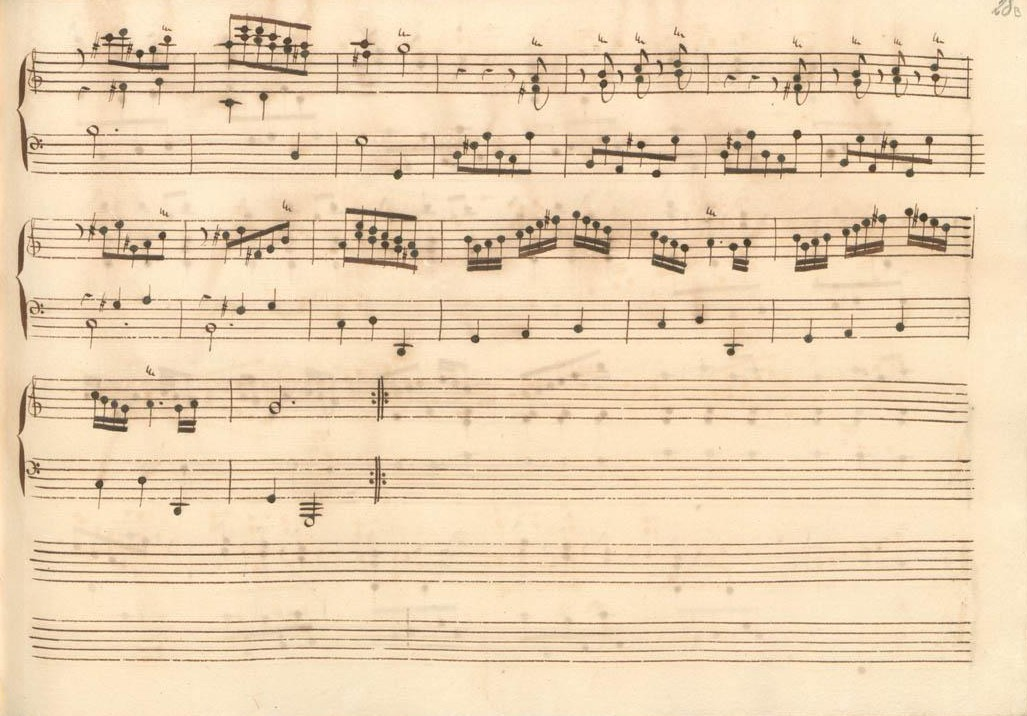
Parme XV 14 (fin de la première section).
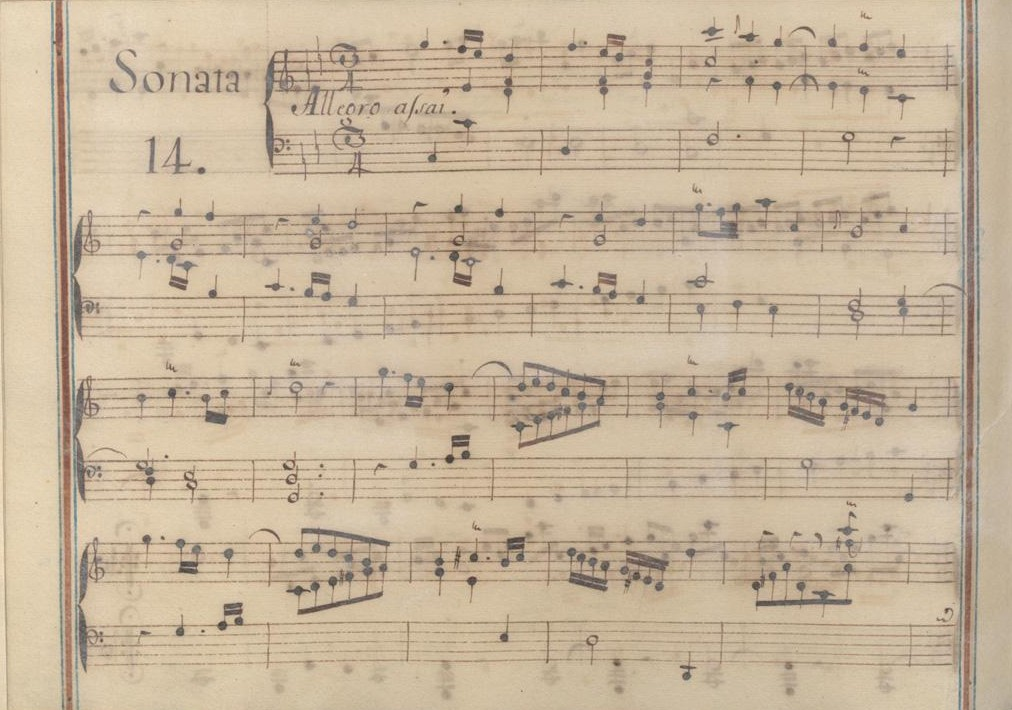
Venise XIII 14.
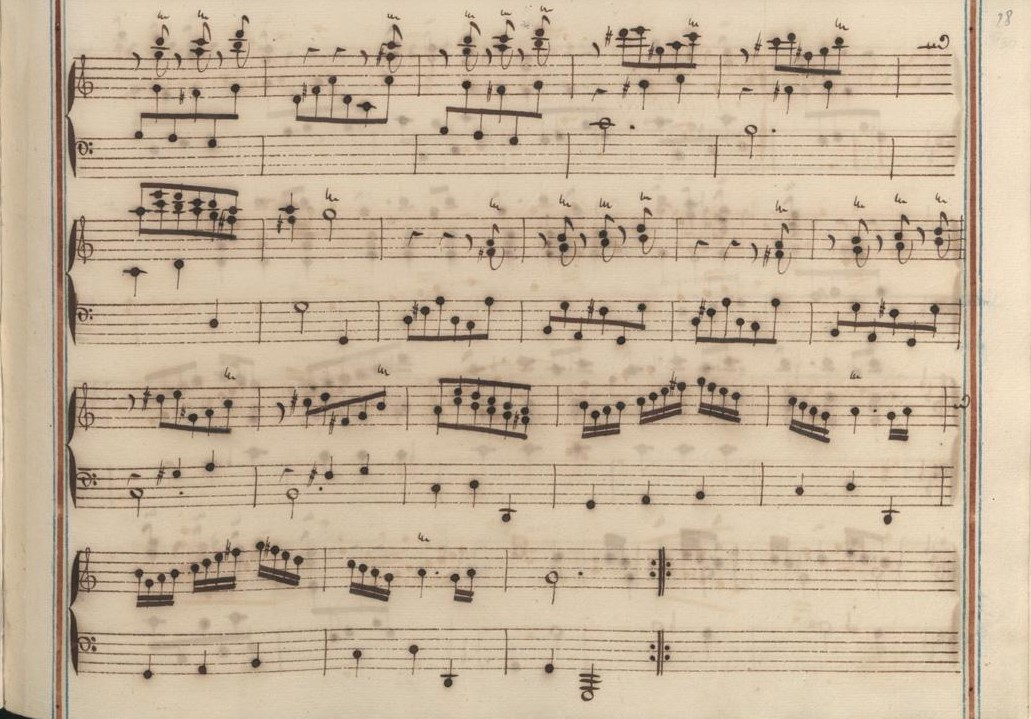
Venise XIII 14 (fin de la première section).
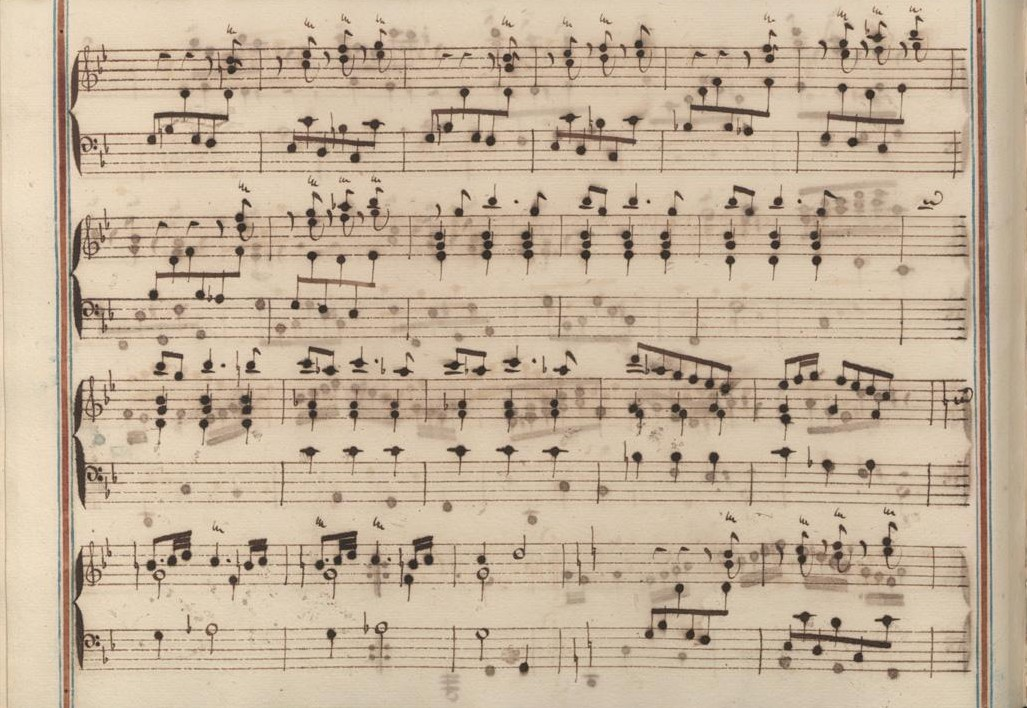
Venise XIII 14 (début de la seconde section).
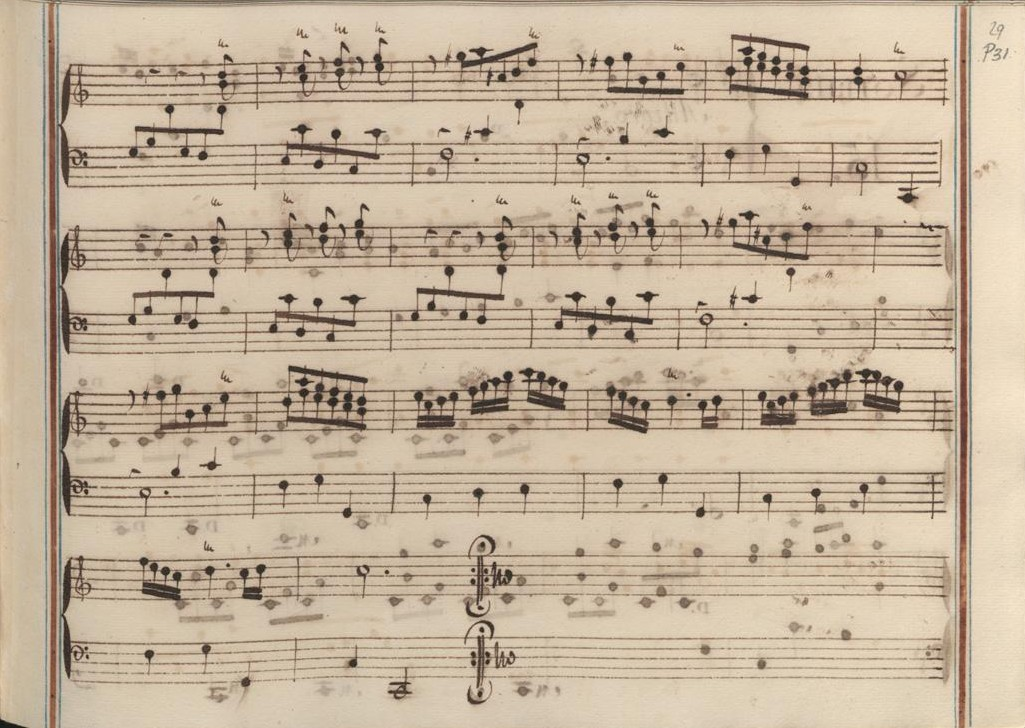
Venise XIII 14 (fin de la sonate).

## Interprètes
La sonate K. 527 est défendue au piano par Nina Milkina (1958, Westminster) et Sean Kennard (2015, Naxos, vol. 17) ; au clavecin elle est jouée par Fernando Valenti (1955, Westminster/Pristine, vol. 9), Ralph Kirkpatrick (1966, Archiv), Luciano Sgrizzi (1979, Erato), Scott Ross (1985, Erato), Frédérick Haas (2002, Calliope ; 2016, Hitasura), Richard Lester (2004, Nimbus, vol. 5) et Pieter-Jan Belder (2007, Brilliant Classics, vol. 12).
Le duo Sommer et Dybro (2002, Scandinavian-Tim) la joue à deux guitares.

## Sources
: document utilisé comme source pour la rédaction de cet article.
- Ralph Kirkpatrick (trad. de l'anglais par Dennis Collins), Domenico Scarlatti, Paris, Lattès, coll. « Musique et Musiciens », 1982 (1re éd. 1953 (en)), 493 p. (ISBN 978-2-7096-0118-4, OCLC 954954205, BNF 34689181).
- Alain de Chambure, « Domenico Scarlatti, Intégrale des sonates — Scott Ross », Erato/Éditions Costallat (2564-62092-2 (livret : 2292-45309-2)), 1985 (OCLC 891183737) .